# Halle (Antwerpen)

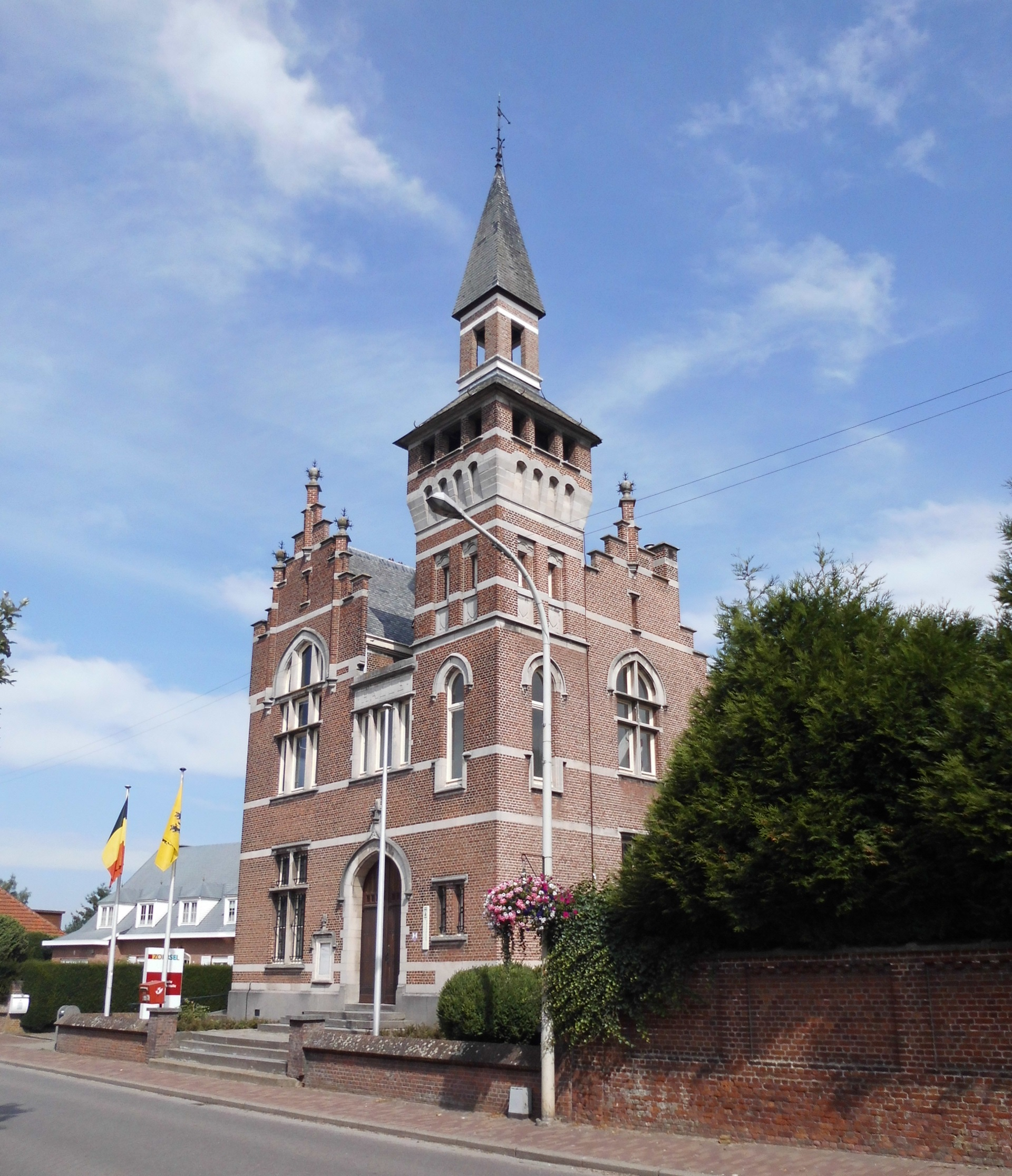
Het voormalige gemeentehuis

Halle is een deelgemeente van de gemeente Zoersel in de Belgische provincie Antwerpen (arrondissement Antwerpen). Halle was een zelfstandige gemeente tot aan de gemeentelijke herindeling van 1977.

## Geschiedenis
Op het hooggelegen gebied tussen de Tappelbeek en het Schijn vormde zich het langgerekt straatdorp. Her en der getuigen de oude hoeves van de lange geschiedenis.
Over het grondgebied van Halle liep de heerbaan van Bavai naar Utrecht. Mogelijk had het dorp een Frankische oorsprong.
Halle, oorspronkelijk ook  's-Gravenhalleof Magerhalle genaamd, werd voor het eerst vermeld in 1181. In 1407 werd voor het eerst melding gemaakt van een heerlijkheid. Deze werd echter pas in 1505 door de hertog uitgegeven, en wel aan Pieter van der Moelen. In 1520 kwam de heerlijkheid aan Evrard de Cotereau. Tijdens de godsdiensttwisten werd het dorp verwoest en raakte ontvolkt. Pas in 1587 vestigden zich er weer mensen.
Einde 16e eeuw was het dorp weer hertogelijk bezit om pas in 1644 weer uitgegeven te worden, en wel aan Adriaan Brouwerts. Omstreeks 1663 kwam deze aan de familie van Zinnick, in 1738 aan Ullens en in 1789 aan de Bosschaert.
In 1705-1706 werden tientallen huizen vernield tijdens de Spaanse Successieoorlog. Alle oorlogshandelingen brachten een verwildering van het landschap met zich mee, maar in de loop van de 18e eeuw, vooral na 1772, vonden er weer ontginningen plaats. Behalve naaldbossen werd ook de aardappelteelt geïntroduceerd.
Halle was een zelfstandige gemeente tot einde 1976. In de 20e eeuw nam de bevolking sterk toe door de nabijheid van Antwerpen en in de 2e helft van de 20e eeuw was er sprake van villabouw.

## Demografische ontwikkeling
- Bronnen:NIS, Opm:1806 tot en met 1970=volkstellingen; 1976 = inwoneraantal op 31 december

## Bezienswaardigheden
- De Sint-Martinuskerk
- Het Voormalig gemeentehuis, van 1909. Tegenwoordig bibliotheek[1]
- Het Hallerhof met kasteelpark van 25 ha.

## Natuur en landschap
Halle ligt in de Kempen op een hoogte van ongeveer 12 meter. Het gebied is bosrijk met onder meer de Halse Bossen, Liefkenshoek en het Drijhoekbos.
Uitgezette wandelingen zijn: het Pierenpad, het Schijnvalleipad, het Tuimelaarspad en de kasteelwandeling. Deze lopen langs brede zandwegen en de heide van de Drie Geesten.

## Folklore
Over het dorp gaat de sage dat men er ooit een pier vond. Omdat door de schrale zandgrond deze dieren uiterst zeldzaam zijn legde men hem in de tuin van de pastorij aan een ketting. Men ging op zoek naar iemand die hun kon vertellen welk dier het was, maar ontdekten niet tijdig zijn ware aard en het dier stierf ter plaatse onder een grote boom. De gemeente ontleende hieraan haar spotnaam, Pierendorp.

## Politiek

### Geschiedenis
Halle had een eigen gemeentebestuur en burgemeester tot de fusie van eind 1976.

#### Lijst van burgemeesters
| Tijdspanne | Tijdspanne  | Burgemeester                                |
| ---------- | ----------- | ------------------------------------------- |
|            | 1800 - 1830 | Petrus Verdaet                              |
|            | 1830 - 1834 | Petrus Josephus Janssens                    |
|            | 1834 - 1854 | Jacobus Nuyts                               |
|            | 1855 - 1861 | Franciscus Mertens                          |
|            | 1861 - 1862 | Joannes Baptista De Prins (waarnemend)      |
|            | 1862 - 1876 | Charles du Bois de Vroylande (Kath. Partij) |
|            | 1876        | Joannes Baptista De Prins (waarnemend)      |
|            | 1876 - 1882 | Adriaan Van de Velde                        |
|            | 1882 - 1883 | Jan Mertens (waarnemend)                    |
|            | 1883 - 1884 | Jan François Vekemans                       |

| Tijdspanne | Tijdspanne  | Burgemeester                        |
| ---------- | ----------- | ----------------------------------- |
|            | 1885        | Petrus Constant Oorts (waarnemend)  |
|            | 1885 - 1890 | Henricus Franciscus Smits           |
|            | 1891        | Cornelius Van Bouwel (waarnemend)   |
|            | 1891 - 1921 | Baron Engelbert Victor de Borrekens |
|            | 1921 - 1932 | Karel Hens                          |
|            | 1933 - 1934 | Louis De Jongh                      |
|            | 1934 - 1946 | Jan Alfons Cautereels               |
|            | 1947 - 1964 | Jos Jespers                         |
|            | 1965 - 1976 | Louis Van de Velde                  |

## Nabijgelegen kernen
Sint-Antonius, Oelegem, Zandhoven